# Anton Diabelli
Anton Diabelli (Mattsee, prop de Salzburg, 5 de setembre de 1781 – Viena, 8 d'abril de 1858) va ser un compositor i editor musical austríac. Avui dia és conegut principalment com a autor del vals sobre el qual Ludwig van Beethoven va compondre les seves cèlebres trenta-tres Variacions Diabelli.

## Biografia
D'infant entrà a l'escola que Michael Haydn tenia a Salzburg i el 1800 al convent de Raichenhaslach, una vegada secularitzat, es dedicà a donar lliçons de música a Viena, on més tard s'associà amb l'editor Cappi, amb qui va fundar l'editorial Diabelli & Co.
Fou un fecund compositor, va estudiar composició amb el germà de Josep Haydn, Miquel,(també compositor)i les seves obres per a piano (sonatines, sonates, minuets, etc.) van ser molt apreciades durant molts anys, igual que les seves composicions religioses, entre les quals hi figuren 10 misses i 12 ofertoris. Va estudiar guitarra i es va dedicar a la docència; va produir per a aquest instrument un nombre d'obres (més de dues centes) on hi trobem sonates, tres sonates per a guitarra (SCHOTT), sonatines, sonatina per a guitarra (Breitkopf & Härtel), variacions i preludis, fugues, dues fugues op. 46 per a guitarra (Bèrben), estudis, estudis p.39 per a guitarra (Bèrben), etc. Les sonates (les tres que va compondre) són força valorades pels guitarristes ja que sovint s'han reeditat. Una part de la seva producció per a guitarra la va destinar a la música de cambra: va compondre obres per a pianoforte i guitarra, i per a dues i tres guitarres. Va merèixer molts elogis pel seu mètode d'ensenyament, però com a editor (el 1832 havia adquirit la comercial del fill de Thaddaeus Weigl) fou durament censurat per la seva mesquinesa i avarícia que demostrà en adquirir a preus irrisoris les obres de Franz Schubert i altres compositors que després varen assolir gran renom.